# Banga! Banga!
"Banga! Banga!" é uma canção gravada pelo cantor e compositor estadunidense de música pop Austin Mahone. A canção foi lançada em 10 de novembro de 2013 e foi um de seus grandes sucessos nas paradas.

## Antecedentes
| Críticas profissionais | Críticas profissionais |
| Avaliações da crítica  | Avaliações da crítica  |
| Fonte                  | Avaliação              |
| ---------------------- | ---------------------- |
| PopCrush               | [ 5 ]                  |
| Rolling Stone          | [ 6 ]                  |

Em uma entrevista para o Rolling Stone, Mahone comentou sobre seu single promocional: "Esse single é um pouco maduro. Eu vou fazer 18 anos em poucos meses, então estão tentando fazer músicas mais maduras." Em 3 novembro de 2013, ele tweetou a capa do single. No mesmo dia ele compartilhou que o single anúnciado anteriormente "Til' I Find You" também está em seu segundo EP, chamado The Secret. Em 6 de novembro, a canção foi lançada como single promocional por Austin Mahone.

## Videoclipe
Em 6 de novembro de 2013, Austin anunciou que ele estaria gravando o videoclipe da canção na próxima semana. Em 17 de novembro, ele postou um vídeo "Atrás das Câmeras" de 12 segundos. Seu videoclipe foi lançado em 11 de dezembro de 2013.

## Performances ao vivo
Austin Mahone cantou a canção ao vivo para sua primeira vez no 2013 MTV European Music Awards. Ele cantou também no Teen Nick Halo Awards em 17 de novembro.

## Lista de faixas
- Download digital[16]

1. "Banga Banga" – 3:15

## Créditos
- Voz principal – Austin Mahone
- Letra – Austin Mahone, Sean Garrett
- Produtoress – Sean Garrett, Bridgetown
- Gravadora: Chase, Cash Money Records, Republic Records

## Histórico de lançamento
| País           | Data                   | Formato          | Gravadora                                   |
| -------------- | ---------------------- | ---------------- | ------------------------------------------- |
| Estados Unidos | 10 de novembro de 2013 | Download digital | Chase, Cash Money Records, Republic Records |
| Alemanha       | 15 de novembro de 2013 | Download digital | Chase, Cash Money Records, Republic Records |
| Reino Unido    | 15 de novembro de 2013 | Download digital | Chase, Cash Money Records, Republic Records |